# Олімпійська збірна Саудівської Аравії з футболу
Олімпійська збірна Саудівської Аравії з футболу (араб. منتخب السعودية تحت 23 سنة لكرة القدم) — футбольна збірна, що представляє Саудівську Аравію на міжнародних футбольних змаганнях. Відбір гравців враховує те, що всі футболісти мають бути у віці до 23 років, окрім трьох футболістів. Команда контролюється Футбольною федерацією Саудівської Аравії. 

## Історія
До початку 1990-х років на футбольному турнірі Олімпійських ігор від Азії виступали національні збірні, у такому статусі Саудівська Аравія була представлена на турнірі 1984 року, де не змогла вийти з групи.
З 1992 року на турнірі стали брати участь команди до 23 років з лише трьома гравцями старше цього віку, тому була заснована окрема олімпійська збірна Саудівської Аравії. Ця збірна взяла участь у олімпійських футбольних турнірах 1996 та 2020 років, але теж обидва рази не вийшла з групи.
З 2002 року футбольний турнір Азійських ігор також перейшов на формат з національних збірних на олімпійські, завдяки чому олімпійська збірна Саудівської Аравії почала брати участь і в цьому турнірі, доходячи до чвертьфіналів у 2014 та 2018 роках.
З 2013 року став розігруватись молодіжний чемпіонат Азії U-23, який став кваліфікацією до Олімпійських ігор і в якому стали брати участь олімпійські збірні, але без використання гравців старше 23 років. На цьому турнірі Саудівська Аравія двічі, у 2013 і 2020 роках здобувала срібні нагороди.

## Статистика виступів

### Олімпійські ігри
| Олімпійські ігри | Олімпійські ігри               | Олімпійські ігри               | Олімпійські ігри               | Олімпійські ігри               | Олімпійські ігри               | Олімпійські ігри               | Олімпійські ігри               | Олімпійські ігри               | Олімпійські ігри               |                                |
| Рік              | Раунд                          | Місце                          | І                              | В                              | Н*                             | П                              | ГЗ                             | ГП                             | Склад                          |                                |
| ---------------- | ------------------------------ | ------------------------------ | ------------------------------ | ------------------------------ | ------------------------------ | ------------------------------ | ------------------------------ | ------------------------------ | ------------------------------ | ------------------------------ |
| 1908 — 1988      | див. збірна Саудівської Аравії | див. збірна Саудівської Аравії | див. збірна Саудівської Аравії | див. збірна Саудівської Аравії | див. збірна Саудівської Аравії | див. збірна Саудівської Аравії | див. збірна Саудівської Аравії | див. збірна Саудівської Аравії | див. збірна Саудівської Аравії | див. збірна Саудівської Аравії |
| 1992             | Не кваліфікувалась             | Не кваліфікувалась             | Не кваліфікувалась             | Не кваліфікувалась             | Не кваліфікувалась             | Не кваліфікувалась             | Не кваліфікувалась             | Не кваліфікувалась             | Не кваліфікувалась             | Не кваліфікувалась             |
| 1996             | Груповий етап                  | 15                             | 3                              | 0                              | 0                              | 3                              | 2                              | 5                              | Склад                          |                                |
| 2000             | Не кваліфікувалась             | Не кваліфікувалась             | Не кваліфікувалась             | Не кваліфікувалась             | Не кваліфікувалась             | Не кваліфікувалась             | Не кваліфікувалась             | Не кваліфікувалась             | Не кваліфікувалась             | Не кваліфікувалась             |
| 2004             | Не кваліфікувалась             | Не кваліфікувалась             | Не кваліфікувалась             | Не кваліфікувалась             | Не кваліфікувалась             | Не кваліфікувалась             | Не кваліфікувалась             | Не кваліфікувалась             | Не кваліфікувалась             | Не кваліфікувалась             |
| 2008             | Не кваліфікувалась             | Не кваліфікувалась             | Не кваліфікувалась             | Не кваліфікувалась             | Не кваліфікувалась             | Не кваліфікувалась             | Не кваліфікувалась             | Не кваліфікувалась             | Не кваліфікувалась             | Не кваліфікувалась             |
| 2012             | Не кваліфікувалась             | Не кваліфікувалась             | Не кваліфікувалась             | Не кваліфікувалась             | Не кваліфікувалась             | Не кваліфікувалась             | Не кваліфікувалась             | Не кваліфікувалась             | Не кваліфікувалась             | Не кваліфікувалась             |
| 2016             | Не кваліфікувалась             | Не кваліфікувалась             | Не кваліфікувалась             | Не кваліфікувалась             | Не кваліфікувалась             | Не кваліфікувалась             | Не кваліфікувалась             | Не кваліфікувалась             | Не кваліфікувалась             | Не кваліфікувалась             |
| 2020             | Груповий етап                  | 15                             | 3                              | 0                              | 0                              | 3                              | 4                              | 8                              | Склад                          |                                |
| Всього           |                                | 2/8                            | 6                              | 0                              | 0                              | 6                              | 6                              | 13                             | -                              |                                |

*Включаючи матчі плей-оф, у яких переможець визначився у серії пенальті.

### Молодіжний чемпіонат Азії
| Молодіжний чемпіонат Азії U-23 | Молодіжний чемпіонат Азії U-23 | Молодіжний чемпіонат Азії U-23 | Молодіжний чемпіонат Азії U-23 | Молодіжний чемпіонат Азії U-23 | Молодіжний чемпіонат Азії U-23 | Молодіжний чемпіонат Азії U-23 | Молодіжний чемпіонат Азії U-23 | Молодіжний чемпіонат Азії U-23 |    | Кваліфікація | Кваліфікація | Кваліфікація | Кваліфікація | Кваліфікація | Кваліфікація |
| Рік                            | Раунд                          | Місце                          | І                              | В                              | Н*                             | П                              | ГЗ                             | ГП                             | І  | В            | Н            | П            | ГЗ           | ГП           |              |
| ------------------------------ | ------------------------------ | ------------------------------ | ------------------------------ | ------------------------------ | ------------------------------ | ------------------------------ | ------------------------------ | ------------------------------ | -- | ------------ | ------------ | ------------ | ------------ | ------------ | ------------ |
| 2013                           | Срібна медаль                  | 2                              | 6                              | 4                              | 0                              | 2                              | 9                              | 7                              | 5  | 4            | 1            | 0            | 15           | 2            |              |
| 2016                           | Груповий етап                  | 12                             | 3                              | 0                              | 2                              | 1                              | 5                              | 6                              | 4  | 3            | 1            | 0            | 9            | 1            |              |
| 2018                           | Груповий етап                  | 13                             | 3                              | 0                              | 2                              | 1                              | 2                              | 3                              | 3  | 2            | 0            | 1            | 11           | 3            |              |
| 2020                           | Срібна медаль                  | 2                              | 6                              | 4                              | 1                              | 1                              | 5                              | 2                              | 3  | 2            | 1            | 0            | 9            | 1            |              |
| Всього                         |                                | 4/4                            | 18                             | 8                              | 5                              | 5                              | 21                             | 18                             | 15 | 11           | 3            | 1            | 44           | 7            |              |

*Включаючи матчі плей-оф, у яких переможець визначився у серії пенальті.

### Азійські ігри
| Азійські ігри | Азійські ігри                  | Азійські ігри                  | Азійські ігри                  | Азійські ігри                  | Азійські ігри                  | Азійські ігри                  | Азійські ігри                  | Азійські ігри                  | Азійські ігри                  |
| Рік           | Раунд                          | Місце                          | І                              | В                              | Н*                             | П                              | ГЗ                             | ГП                             |                                |
| ------------- | ------------------------------ | ------------------------------ | ------------------------------ | ------------------------------ | ------------------------------ | ------------------------------ | ------------------------------ | ------------------------------ | ------------------------------ |
| 1951 — 1998   | див. збірна Саудівської Аравії | див. збірна Саудівської Аравії | див. збірна Саудівської Аравії | див. збірна Саудівської Аравії | див. збірна Саудівської Аравії | див. збірна Саудівської Аравії | див. збірна Саудівської Аравії | див. збірна Саудівської Аравії | див. збірна Саудівської Аравії |
| 2002          | Не кваліфікувались             | Не кваліфікувались             | Не кваліфікувались             | Не кваліфікувались             | Не кваліфікувались             | Не кваліфікувались             | Не кваліфікувались             | Не кваліфікувались             | Не кваліфікувались             |
| 2006          | Не кваліфікувались             | Не кваліфікувались             | Не кваліфікувались             | Не кваліфікувались             | Не кваліфікувались             | Не кваліфікувались             | Не кваліфікувались             | Не кваліфікувались             | Не кваліфікувались             |
| 2010          | Не кваліфікувались             | Не кваліфікувались             | Не кваліфікувались             | Не кваліфікувались             | Не кваліфікувались             | Не кваліфікувались             | Не кваліфікувались             | Не кваліфікувались             | Не кваліфікувались             |
| 2014          | Чвертьфінал                    | 6                              | 5                              | 3                              | 0                              | 2                              | 9                              | 6                              |                                |
| 2018          | Чвертьфінал                    | 8                              | 5                              | 2                              | 1                              | 2                              | 8                              | 8                              |                                |
| Всього        |                                | 2/4                            | 10                             | 5                              | 1                              | 4                              | 17                             | 14                             | -                              |

*Включаючи матчі плей-оф, у яких переможець визначився у серії пенальті.